# Marie-Louise Brasen
Marie-Louise Brasen (født 9. juni 1981) er en dansk atlet medlem af Sparta Atletik tidligere i Fremad Holbæk og Århus 1900.
I 2001 vandt hun Søndersøløbet i Viborg.
Brasen tog en Cand.jur. eksamen på Københavns Universitet 2007–2010 og har også studeret og løbet for Hawaii Pacific University.

## Internationale ungdomsmesterskaber
- 2000 U21-NM 4km cross 14.plads 16.33
- 1999 U21-NM 4km cross 12.plads 17.20
- 1998 U21-NM 4km cross 8.plads 17.40
- 1997 U21-NM 4km cross 13.plads 17.32

## Danske mesterskaber
- Guld 2012 1500 meter-inde 4,40,14
- Guld 2011 1500 meter-inde 4,45,32
- Guld 2010 1500 meter 4,35,67
- Sølv 2010 5000 meter 17,03,61
- Bronze 2010 kort cross 16,26
- Guld 2010 kort cross-hold
- Bronze 2005 10km 36.06
- Guld 2004 5000 meter 17,18,55
- Bronze 2004 1500 meter 4,33,04

Listen er ikke komplet